# Pontos extremos da Albânia

Mapa topográfico da Albânia

Esta é a lista dos pontos extremos da Albânia, onde estão listados os locais mais a norte, sul, leste e oeste do território albanês:

## Extremos da Albânia
- Ponto mais setentrional: Malësi e Madhe (42°39'55N)
- Ponto mais meridional: Sarandë (39°38'54N)
- Ponto mais ocidental: Ilha Sazan, Vlorë (19°16'32E)
  - Albânia continental: Vlorë (19°18'30E)
- Ponto mais oriental: Devoll (21°04'06E)

## Altitude
- Ponto mais baixo: Mar Adriático, 0m
- Ponto mais alto: Monte Korab, 2764m